# Conseil économique et social (Bénin)
Pour les articles homonymes, voir Conseil économique et social.
Le Conseil économique et social (CES) du Bénin est une institution béninoise créée en 1992. Il constitue auprès des pouvoirs publics du pays, une assemblée consultative qui assure la représentation des principales activités économiques et sociales. Il favorise et facilite la collaboration des différentes catégories professionnelles entre elles et contribue  à l’élaboration de la politique économique et sociale du Gouvernement. Le CES donne son avis sur les projets de loi, d’ordonnance ou de décrets ainsi que sur les propositions de loi qui lui sont soumises.  Les projets de loi qui touchent l'économie et le social lui sont obligatoirement soumis pour avis.  Il peut être aussi sollicité directement par le chef de l'état sur tout problème lié à l'économie, au social, au culturel et aux sciences et techniques. Il est présidé depuis le 27 février 2025 par Conrad Gbaguidi,,,.

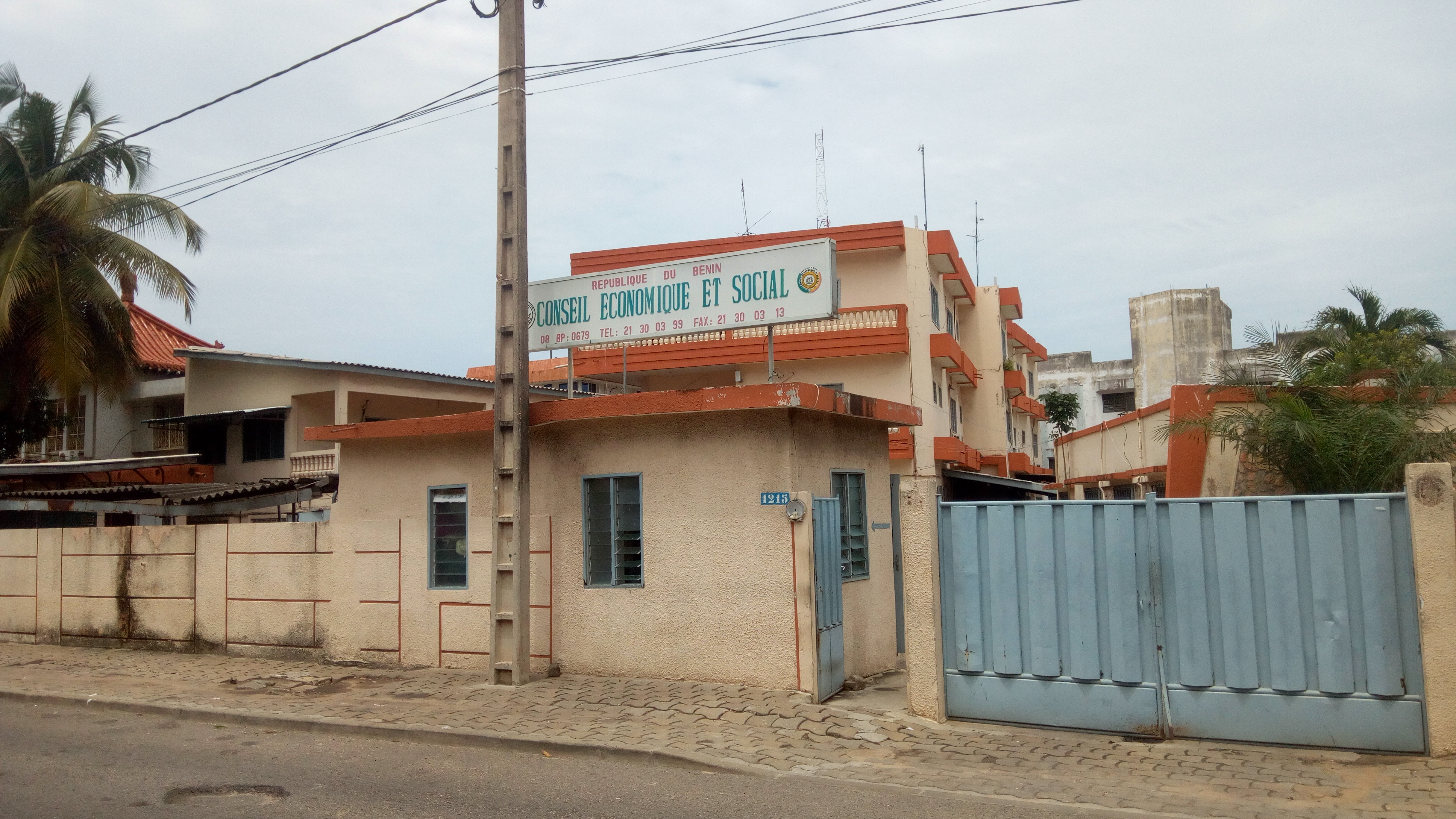
Conseil économique et social du Bénin